# Datorspelsåret 2016 (juli–december)

## Händelser
- 20 oktober - Nintendo meddelar om sin kommande spelkonsol Nintendo Switch, tidigare känd under arbetsnamnet NX.[1]

### Juli–september
| Månad             | Dag | Titel                                                       | Plattform(ar)                             | Källa   |
| ----------------- | --- | ----------------------------------------------------------- | ----------------------------------------- | ------- |
| J U L I           | 1   | Hawken                                                      | XBO                                       | [ 2 ]   |
| J U L I           | 1   | The Banner Saga 2                                           | XBO                                       | [ 3 ]   |
| J U L I           | 5   | Lost Sea                                                    | Win, PS4                                  | [ 4 ]   |
| J U L I           | 5   | Furi                                                        | Win, PS4                                  | [ 5 ]   |
| J U L I           | 5   | Megadimension Neptunia VII                                  | Win                                       | [ 6 ]   |
| J U L I           | 5   | Romance of the Three Kingdoms 13                            | Win, PS4                                  | [ 7 ]   |
| J U L I           | 5   | The Banner Saga 2                                           | PS4                                       | [ 3 ]   |
| J U L I           | 6   | Pokémon Go                                                  | IOS, Droid                                | [ 8 ]   |
| J U L I           | 7   | Inside                                                      | Win                                       | [ 9 ]   |
| J U L I           | 8   | Carmageddon: Max Damage                                     | PS4, XBO                                  | [ 10 ]  |
| J U L I           | 8   | Hawken                                                      | PS4                                       | [ 2 ]   |
| J U L I           | 12  | 7th Dragon III Code: VFD[B]                                 | 3DS                                       | [ 11 ]  |
| J U L I           | 12  | Anarcute                                                    | Win                                       | [ 12 ]  |
| J U L I           | 12  | Assault Suit Leynos                                         | PS4                                       | [ 13 ]  |
| J U L I           | 12  | Ghostbusters                                                | Win, PS4, XBO                             | [ 14 ]  |
| J U L I           | 12  | Kerbal Space Program                                        | PS4                                       | [ 15 ]  |
| J U L I           | 12  | Mobile Suit Gundam: Extreme VS Force                        | PSVita                                    | [ 16 ]  |
| J U L I           | 12  | Necropolis                                                  | Win, Mac, Lin                             | [ 17 ]  |
| J U L I           | 12  | Poly Bridge                                                 | Win, Mac, Lin                             | [ 18 ]  |
| J U L I           | 12  | Song of the Deep                                            | Win, PS4, XBO                             | [ 19 ]  |
| J U L I           | 12  | Tumblestone                                                 | Win, PS4, WiiU                            | [ 20 ]  |
| J U L I           | 12  | Under Night In-Birth Exe:Late                               | Win                                       | [ 21 ]  |
| J U L I           | 12  | Videoball                                                   | Win, PS4, XBO                             | [ 22 ]  |
| J U L I           | 14  | Batman: Arkham Underworld                                   | IOS                                       | [ 23 ]  |
| J U L I           | 14  | Fallout Shelter                                             | Win                                       | [ 24 ]  |
| J U L I           | 14  | Push Me Pull You                                            | Win, Mac, Lin                             | [ 25 ]  |
| J U L I           | 15  | Adr1ft                                                      | PS4                                       | [ 26 ]  |
| J U L I           | 15  | Monster Hunter Generations[B]                               | 3DS                                       | [ 27 ]  |
| J U L I           | 15  | Obliteracers                                                | PS4, XBO                                  | [ 28 ]  |
| J U L I           | 16  | Tumblestone                                                 | XBO                                       | [ 20 ]  |
| J U L I           | 18  | Earth Defense Force 4.1: The Shadow of New Despair          | Win                                       | [ 29 ]  |
| J U L I           | 19  | 10 Second Ninja X                                           | Win, PS4, XBO, PSVita                     | [ 30 ]  |
| J U L I           | 19  | Aegis of Earth: Protonovus Assault                          | Win                                       | [ 31 ]  |
| J U L I           | 19  | I Am Setsuna[B]                                             | Win, PS4                                  | [ 32 ]  |
| J U L I           | 19  | Kentucky Route Zero Act 4                                   | Win                                       | [ 33 ]  |
| J U L I           | 19  | Sword Coast Legends                                         | PS4, XBO                                  | [ 34 ]  |
| J U L I           | 19  | The Assembly                                                | Win, Oculus Rift, HTC Vive                | [ 35 ]  |
| J U L I           | 22  | Death Road To Canada                                        | Win, Mac, Lin                             | [ 36 ]  |
| J U L I           | 22  | Human Fall Flat                                             | Win                                       | [ 37 ]  |
| J U L I           | 22  | Starbound                                                   | Win, Mac, Lin                             | [ 38 ]  |
| J U L I           | 25  | Phantom Brave PC                                            | Win                                       | [ 39 ]  |
| J U L I           | 25  | Quadrilateral Cowboy                                        | Win                                       | [ 40 ]  |
| J U L I           | 26  | A.W.: Phoenix Festa                                         | PSVita                                    | [ 41 ]  |
| J U L I           | 26  | Fairy Fencer F: Advent Dark Force                           | PS4                                       | [ 42 ]  |
| J U L I           | 26  | Headlander                                                  | Win, PS4                                  | [ 43 ]  |
| J U L I           | 26  | Minecraft: Story Mode Episode 7 — Access Denied             | Win, PS3, PS4, X360, XBO, IOS, Droid      | [ 44 ]  |
| J U L I           | 26  | Hyper Light Drifter                                         | PS4, XBO                                  | [ 45 ]  |
| J U L I           | 26  | Marvel: Ultimate Alliance                                   | Win, PS4, XBO                             | [ 46 ]  |
| J U L I           | 26  | Marvel: Ultimate Alliance 2                                 | Win, PS4, XBO                             | [ 46 ]  |
| J U L I           | 26  | Mutant Mudds: Super Challenge                               | Win, PS4, PSVita                          | [ 47 ]  |
| J U L I           | 28  | Blade Arcus from Shining EX                                 | Win                                       | [ 48 ]  |
| J U L I           | 28  | Toukiden 2[A]                                               | PS3, PS4, PSVita                          | [ 49 ]  |
| J U L I           | 29  | Stardew Valley                                              | Mac, Lin                                  | [ 50 ]  |
| A U G U S T I     | 2   | Abzû                                                        | Win, PS4                                  | [ 51 ]  |
| A U G U S T I     | 2   | Batman: The Telltale Series — Episode 1: Realm of Shadows   | Win, Mac, PS3, PS4, X360, XBO, IOS, Droid | [ 52 ]  |
| A U G U S T I     | 2   | This Is The Police                                          | Win                                       | [ 53 ]  |
| A U G U S T I     | 2   | Tricky Towers                                               | Win, PS4                                  | [ 54 ]  |
| A U G U S T I     | 3   | Mobius Final Fantasy[B]                                     | IOS, Droid                                | [ 55 ]  |
| A U G U S T I     | 3   | Overcooked                                                  | Win, PS4, XBO                             | [ 56 ]  |
| A U G U S T I     | 4   | Etrian Odyssey V[A]                                         | 3DS                                       | [ 57 ]  |
| A U G U S T I     | 5   | Little King's Story                                         | Win                                       | [ 58 ]  |
| A U G U S T I     | 8   | Transformers: Fall of Cybertron                             | PS4, XBO                                  | [ 59 ]  |
| A U G U S T I     | 9   | Bears Can’t Drift?!                                         | Win, PS4                                  | [ 60 ]  |
| A U G U S T I     | 9   | Blade Ballet                                                | Win, PS4                                  | [ 61 ]  |
| A U G U S T I     | 9   | Brutal                                                      | PS4                                       | [ 62 ]  |
| A U G U S T I     | 9   | Caladrius Blaze                                             | PS4                                       | [ 63 ]  |
| A U G U S T I     | 9   | Heart&Slash                                                 | Win, Mac, Lin                             | [ 64 ]  |
| A U G U S T I     | 9   | No Man's Sky                                                | PS4                                       | [ 65 ]  |
| A U G U S T I     | 9   | Uno                                                         | Win, PS4, XBO                             | [ 66 ]  |
| A U G U S T I     | 10  | Ray Gigant                                                  | Win                                       | [ 67 ]  |
| A U G U S T I     | 11  | Meridian Squad 22                                           | Win                                       | [ 68 ]  |
| A U G U S T I     | 11  | Reigns                                                      | Win, IOS, Droid                           | [ 69 ]  |
| A U G U S T I     | 11  | Xblaze: Lost Memories                                       | Win                                       | [ 70 ]  |
| A U G U S T I     | 12  | No Man's Sky                                                | Win                                       | [ 65 ]  |
| A U G U S T I     | 16  | Absolute Drift: Zen Edition                                 | Win, PS4                                  | [ 71 ]  |
| A U G U S T I     | 16  | Bound                                                       | PS4                                       | [ 72 ]  |
| A U G U S T I     | 16  | Conception II: Children of the Seven Stars                  | Win                                       | [ 73 ]  |
| A U G U S T I     | 16  | Grow Up                                                     | Win, PS4, XBO                             | [ 74 ]  |
| A U G U S T I     | 16  | The Huntsman: Winter’s Curse                                | PS4                                       | [ 75 ]  |
| A U G U S T I     | 16  | Inversus                                                    | Win, PS4                                  | [ 76 ]  |
| A U G U S T I     | 18  | Deus Ex Go                                                  | IOS, Droid                                | [ 77 ]  |
| A U G U S T I     | 18  | Okhlos                                                      | Win, Mac, Lin                             | [ 78 ]  |
| A U G U S T I     | 18  | Savage Resurrection                                         | Win                                       | [ 79 ]  |
| A U G U S T I     | 18  | Tales of Berseria[A]                                        | PS4, PS3                                  | [ 80 ]  |
| A U G U S T I     | 18  | The Girl and the Robot                                      | Win                                       | [ 81 ]  |
| A U G U S T I     | 19  | F1 2016                                                     | Win, PS4, XBO                             | [ 82 ]  |
| A U G U S T I     | 19  | Metroid Prime: Federation Force                             | 3DS                                       | [ 83 ]  |
| A U G U S T I     | 19  | Style Savvy: Fashion Forward                                | 3DS                                       | [ 84 ]  |
| A U G U S T I     | 22  | Tempest                                                     | Win, Mac                                  | [ 85 ]  |
| A U G U S T I     | 23  | Alone with You                                              | PS4, PSVita                               | [ 86 ]  |
| A U G U S T I     | 23  | Deus Ex: Mankind Divided                                    | Win, PS4, XBO                             | [ 87 ]  |
| A U G U S T I     | 23  | Hue                                                         | Win, PS4, PSVita, XBO                     | [ 88 ]  |
| A U G U S T I     | 23  | Inside                                                      | PS4                                       | [ 89 ]  |
| A U G U S T I     | 23  | Madden NFL 17                                               | PS3, PS4, X360, XBO                       | [ 90 ]  |
| A U G U S T I     | 23  | Metrico+                                                    | Win, PS4, XBO                             | [ 91 ]  |
| A U G U S T I     | 23  | The King of Fighters XIV                                    | PS4                                       | [ 92 ]  |
| A U G U S T I     | 23  | Worms W.M.D                                                 | Win, PS4, XBO                             | [ 93 ]  |
| A U G U S T I     | 24  | Obduction                                                   | Win, Mac, Oculus Rift                     | [ 94 ]  |
| A U G U S T I     | 24  | Valley                                                      | Win, PS4, XBO                             | [ 95 ]  |
| A U G U S T I     | 25  | Master of Orion: Conquer the Stars                          | Win, Mac, Lin                             | [ 96 ]  |
| A U G U S T I     | 25  | Mugen Souls Z                                               | Win                                       | [ 97 ]  |
| A U G U S T I     | 25  | N++                                                         | Win                                       | [ 98 ]  |
| A U G U S T I     | 25  | Pan-Pan                                                     | Win                                       | [ 99 ]  |
| A U G U S T I     | 26  | Steins;Gate 0[A]                                            | Win                                       | [ 100 ] |
| A U G U S T I     | 30  | Armello                                                     | XBO                                       | [ 101 ] |
| A U G U S T I     | 30  | Assault Suit Leynos                                         | Win                                       | [ 102 ] |
| A U G U S T I     | 30  | Attack on Titan                                             | Win, PS4, PS3, PSVita, XBO                | [ 103 ] |
| A U G U S T I     | 30  | Champions of Anteria                                        | Win                                       | [ 104 ] |
| A U G U S T I     | 30  | Hatsune Miku: Project DIVA X                                | PS4, PSVita                               | [ 105 ] |
| A U G U S T I     | 30  | God Eater: Resurrection[B]                                  | Win                                       | [ 106 ] |
| A U G U S T I     | 30  | God Eater 2: Rage Burst[B]                                  | Win, PS4, PSVita                          | [ 106 ] |
| A U G U S T I     | 30  | One Way Trip                                                | PS4                                       | [ 107 ] |
| A U G U S T I     | 30  | Resident Evil 4                                             | PS4, XBO                                  | [ 108 ] |
| A U G U S T I     | 30  | Strike Vector EX                                            | PS4                                       | [ 109 ] |
| A U G U S T I     | 30  | The Final Station                                           | Win, PS4, XBO                             | [ 110 ] |
| A U G U S T I     | 30  | The Turing Test                                             | Win, XBO                                  | [ 111 ] |
| A U G U S T I     | 30  | Verdun                                                      | PS4, XBO                                  | [ 112 ] |
| A U G U S T I     | 30  | World of Warcraft: Legion                                   | Win, Mac                                  | [ 113 ] |
| A U G U S T I     | 31  | Shiny                                                       | Win, XBO                                  | [ 114 ] |
| A U G U S T I     | 31  | Tahira: Echoes of the Astral Empire                         | Win, Mac, Lin                             | [ 115 ] |
| S E P T E M B E R | 1   | Earthlock: Festival of Magic                                | XBO                                       | [ 116 ] |
| S E P T E M B E R | 1   | Lumines: Puzzle & Music                                     | IOS, Droid                                | [ 117 ] |
| S E P T E M B E R | 1   | One Piece: Burning Blood                                    | Win                                       | [ 118 ] |
| S E P T E M B E R | 2   | Redout                                                      | Win, HTC Vive, Oculus Rift                | [ 119 ] |
| S E P T E M B E R | 5   | Mother Russia Bleeds                                        | Win, Mac, Lin                             | [ 120 ] |
| S E P T E M B E R | 5   | Space Rangers: Quest                                        | Win                                       | [ 121 ] |
| S E P T E M B E R | 6   | Just Sing                                                   | PS4, XBO                                  | [ 122 ] |
| S E P T E M B E R | 6   | Star Trek Online                                            | PS4, XBO                                  | [ 123 ] |
| S E P T E M B E R | 6   | The Legend of Heroes: Trails of Cold Steel II[B]            | PS3, PSVita                               | [ 124 ] |
| S E P T E M B E R | 7   | Oceanhorn: Monster of Uncharted Seas                        | PS4, XBO                                  | [ 125 ] |
| S E P T E M B E R | 7   | Unbox                                                       | Win                                       | [ 126 ] |
| S E P T E M B E R | 8   | Phoenix Wright: Ace Attorney - Spirit of Justice            | 3DS                                       | [ 127 ] |
| S E P T E M B E R | 8   | Project Highrise                                            | Win, Mac                                  | [ 128 ] |
| S E P T E M B E R | 9   | Halcyon 6: Starbase Commander                               | Win                                       | [ 129 ] |
| S E P T E M B E R | 9   | Inferno Climber                                             | Win                                       | [ 130 ] |
| S E P T E M B E R | 9   | Toxikk                                                      | Win                                       | [ 131 ] |
| S E P T E M B E R | 13  | Bioshock: The Collection                                    | PS4, XBO                                  | [ 132 ] |
| S E P T E M B E R | 13  | Dead Rising                                                 | Win, PS4, XBO                             | [ 133 ] |
| S E P T E M B E R | 13  | Dead Rising 2                                               | PS4, XBO                                  | [ 133 ] |
| S E P T E M B E R | 13  | Dead Rising Triple Pack                                     | PS4, XBO                                  | [ 133 ] |
| S E P T E M B E R | 13  | Feral Rites                                                 | Oculus Rift                               | [ 134 ] |
| S E P T E M B E R | 13  | MeiQ: Labyrinth of Death                                    | PSVita                                    | [ 135 ] |
| S E P T E M B E R | 13  | Minecraft: Story Mode Episode 8 — A Journey's End?          | Win, X360, XBO, IOS, Droid                | [ 136 ] |
| S E P T E M B E R | 13  | Mystery Chronicle: One Way Heroics                          | Win                                       | [ 137 ] |
| S E P T E M B E R | 13  | NASCAR Heat Evolution                                       | Win, PS4, XBO                             | [ 138 ] |
| S E P T E M B E R | 13  | NHL 17                                                      | PS4, XBO                                  | [ 139 ] |
| S E P T E M B E R | 13  | Pac-Man Championship Edition 2                              | Win, PS4, XBO                             | [ 140 ] |
| S E P T E M B E R | 13  | Pro Evolution Soccer 2017                                   | Win, PS3, PS4, X360, XBO                  | [ 141 ] |
| S E P T E M B E R | 13  | Psycho-Pass: Mandatory Happiness                            | PS4, PSVita                               | [ 142 ] |
| S E P T E M B E R | 13  | ReCore                                                      | Win, XBO                                  | [ 143 ] |
| S E P T E M B E R | 13  | Rive                                                        | Win, PS4                                  | [ 144 ] |
| S E P T E M B E R | 13  | The Witness                                                 | XBO                                       | [ 145 ] |
| S E P T E M B E R | 14  | Avadon 3: The Warborn                                       | Win, Mac                                  | [ 146 ] |
| S E P T E M B E R | 14  | Conga Master                                                | Win                                       | [ 147 ] |
| S E P T E M B E R | 14  | Event 0                                                     | Win, Mac                                  | [ 148 ] |
| S E P T E M B E R | 14  | Minecraft: Story Mode Episode 8 — A Journey's End?          | PS3, PS4                                  | [ 149 ] |
| S E P T E M B E R | 15  | Bioshock: The Collection                                    | Win                                       | [ 150 ] |
| S E P T E M B E R | 15  | Persona 5[A]                                                | PS3, PS4                                  | [ 151 ] |
| S E P T E M B E R | 16  | Diaries of a Spaceport Janitor                              | Win                                       | [ 152 ] |
| S E P T E M B E R | 16  | Dragon Quest VII: Fragments of the Forgotten Past[B]        | 3DS                                       | [ 153 ] |
| S E P T E M B E R | 20  | Batman: The Telltale Series — Episode 2: Children of Arkham | Win, Mac, PS3, PS4, X360, XBO, IOS, Droid | [ 154 ] |
| S E P T E M B E R | 20  | Cossacks 3                                                  | Win                                       | [ 155 ] |
| S E P T E M B E R | 20  | Dear Esther: Landmark Edition                               | PS4, XBO                                  | [ 156 ] |
| S E P T E M B E R | 20  | NBA 2K17                                                    | Win, PS3, PS4, X360, XBO                  | [ 157 ] |
| S E P T E M B E R | 20  | Seraph                                                      | Win                                       | [ 158 ] |
| S E P T E M B E R | 20  | Shin Megami Tensei IV: Apocalypse[B]                        | 3DS                                       | [ 159 ] |
| S E P T E M B E R | 20  | Slain: Back from Hell                                       | PS4                                       | [ 160 ] |
| S E P T E M B E R | 20  | Tokyo Twilight Ghost Hunters Daybreak: Special Gigs         | PS3, PS4, PSVita                          | [ 161 ] |
| S E P T E M B E R | 20  | The Bunker                                                  | Win, PS4                                  | [ 162 ] |
| S E P T E M B E R | 20  | Wheels of Aurelia                                           | Win                                       | [ 163 ] |
| S E P T E M B E R | 20  | Zenith                                                      | Win, PS4                                  | [ 164 ] |
| S E P T E M B E R | 21  | Firewatch                                                   | XBO                                       | [ 165 ] |
| S E P T E M B E R | 21  | Pankapu                                                     | Win                                       | [ 166 ] |
| S E P T E M B E R | 21  | Toy Odyssey: The Lost and The Found                         | Win, XBO                                  | [ 167 ] |
| S E P T E M B E R | 22  | Klang                                                       | Win                                       | [ 168 ] |
| S E P T E M B E R | 22  | Virginia                                                    | Win, PS4, XBO                             | [ 169 ] |
| S E P T E M B E R | 23  | Pavilion                                                    | Win                                       | [ 170 ] |
| S E P T E M B E R | 23  | Warhammer 40,000: Eternal Crusade                           | Win, Mac, Lin                             | [ 171 ] |
| S E P T E M B E R | 24  | A House of Many Doors                                       | Win                                       | [ 172 ] |
| S E P T E M B E R | 24  | The Bunker                                                  | XBO                                       | [ 162 ] |
| S E P T E M B E R | 27  | Clustertruck                                                | Win                                       | [ 173 ] |
| S E P T E M B E R | 27  | Darkest Dungeon                                             | PS4, PSVita                               | [ 174 ] |
| S E P T E M B E R | 27  | FIFA 17                                                     | Win, PS3, PS4, X360, XBO                  | [ 175 ] |
| S E P T E M B E R | 27  | Forza Horizon 3                                             | Win, XBO                                  | [ 176 ] |
| S E P T E M B E R | 27  | Gal Gun: Double Peace                                       | Win                                       | [ 177 ] |
| S E P T E M B E R | 27  | King's Quest: Chapter 4 — Snow Place Like Home              | Win, PS3, PS4, X360, XBO                  | [ 178 ] |
| S E P T E M B E R | 27  | Lichtspeer                                                  | Win, Mac, Lin, PS4                        | [ 179 ] |
| S E P T E M B E R | 27  | Sonic Boom: Fire & Ice                                      | 3DS                                       | [ 180 ] |
| S E P T E M B E R | 27  | XCOM 2                                                      | PS4, XBO                                  | [ 181 ] |
| S E P T E M B E R | 29  | Burly Men at Sea                                            | Win                                       | [ 182 ] |
| S E P T E M B E R | 29  | Demon Gaze II[A]                                            | PSVita                                    | [ 183 ] |
| S E P T E M B E R | 29  | Hybrid Wars                                                 | Win                                       | [ 184 ] |
| S E P T E M B E R | 29  | The Metronomicon                                            | Win, Mac                                  | [ 185 ] |
| S E P T E M B E R | 30  | Azure Striker Gunvolt 2                                     | 3DS                                       | [ 186 ] |
| S E P T E M B E R | 30  | Masquerada: Songs and Shadows                               | Win                                       | [ 187 ] |
| S E P T E M B E R | 30  | Xenoraid                                                    | Win                                       | [ 188 ] |
| S E P T E M B E R | 30  | Yo-kai Watch 2[B]                                           | 3DS                                       | [ 189 ] |

### Oktober–december
| Månad           | Dag | Titel                                             | Plattform(ar)                                     | Källa   |
| --------------- | --- | ------------------------------------------------- | ------------------------------------------------- | ------- |
| O K T O B E R   | 3   | MegaTagmension Blanc + Neptune VS Zombies         | Win                                               | [ 190 ] |
| O K T O B E R   | 4   | Aragami                                           | Win, PS4                                          | [ 191 ] |
| O K T O B E R   | 4   | Atlas Reactor                                     | Win                                               | [ 192 ] |
| O K T O B E R   | 4   | Rocksmith 2014 Edition – Remastered               | Win, PS4, XBO                                     | [ 193 ] |
| O K T O B E R   | 4   | Shu                                               | Win, PS4                                          | [ 194 ] |
| O K T O B E R   | 4   | Viking Squad                                      | Win, PS4                                          | [ 195 ] |
| O K T O B E R   | 4   | Warhammer: End Times – Vermintide                 | PS4, XBO                                          | [ 196 ] |
| O K T O B E R   | 5   | Butcher                                           | Win                                               | [ 197 ] |
| O K T O B E R   | 5   | Slain: Back from Hell                             | XBO                                               | [ 160 ] |
| O K T O B E R   | 5   | Wheels of Aurelia                                 | PS4, XBO                                          | [ 163 ] |
| O K T O B E R   | 6   | Duke Grabowski: Mighty Swashbuckler!              | Win, Mac                                          | [ 198 ] |
| O K T O B E R   | 6   | Syndrome                                          | Win                                               | [ 199 ] |
| O K T O B E R   | 7   | Beglitched                                        | Win                                               | [ 200 ] |
| O K T O B E R   | 7   | Five Nights at Freddy's: Sister Location          | Win                                               | [ 201 ] |
| O K T O B E R   | 7   | Mafia III                                         | Win, PS4, XBO                                     | [ 202 ] |
| O K T O B E R   | 7   | Paper Mario: Color Splash                         | WiiU                                              | [ 203 ] |
| O K T O B E R   | 7   | The Silver Case                                   | Win                                               | [ 204 ] |
| O K T O B E R   | 7   | WRC 6                                             | Win, PS4, XBO                                     | [ 205 ] |
| O K T O B E R   | 10  | 100ft Robot Golf                                  | PS4, Playstation VR                               | [ 206 ] |
| O K T O B E R   | 11  | Criminal Girls 2: Party Favors                    | PSVita                                            | [ 207 ] |
| O K T O B E R   | 11  | Dragon Quest Builders[B]                          | PS4, PSVita                                       | [ 208 ] |
| O K T O B E R   | 11  | Duke Nukem 3D 20th Anniversary Edition World Tour | Win, PS4, XBO                                     | [ 209 ] |
| O K T O B E R   | 11  | Manual Samuel                                     | Win, PS4                                          | [ 210 ] |
| O K T O B E R   | 11  | Gears of War 4                                    | Win, XBO                                          | [ 211 ] |
| O K T O B E R   | 11  | Reus                                              | PS4, XBO                                          | [ 212 ] |
| O K T O B E R   | 11  | Rise of the Tomb Raider: 20 Year Celebration      | PS4                                               | [ 213 ] |
| O K T O B E R   | 11  | Valkyrie Drive: Bhikkhuni                         | PSVita                                            | [ 214 ] |
| O K T O B E R   | 11  | WWE 2K17                                          | PS3, PS4, X360, XBO                               | [ 215 ] |
| O K T O B E R   | 12  | Gonner                                            | Win, Mac, Lin                                     | [ 216 ] |
| O K T O B E R   | 13  | Ace Banana                                        | Playstation VR                                    | [ 217 ] |
| O K T O B E R   | 13  | Batman: Arkham VR                                 | Playstation VR                                    | [ 218 ] |
| O K T O B E R   | 13  | Battlezone VR                                     | Playstation VR                                    | [ 219 ] |
| O K T O B E R   | 13  | Driveclub VR                                      | Playstation VR                                    | [ 220 ] |
| O K T O B E R   | 13  | Here They Lie                                     | Playstation VR                                    | [ 221 ] |
| O K T O B E R   | 13  | Hustle Kings VR                                   | Playstation VR                                    | [ 222 ] |
| O K T O B E R   | 13  | PlayStation VR Worlds                             | PlayStation VR                                    | [ 223 ] |
| O K T O B E R   | 13  | RIGS: Mechanized Combat League                    | Playstation VR                                    | [ 224 ] |
| O K T O B E R   | 13  | Rez Infinite                                      | PS4, Playstation VR                               | [ 225 ] |
| O K T O B E R   | 13  | Rollercoaster Dreams                              | PS4, Playstation VR                               | [ 226 ] |
| O K T O B E R   | 13  | Shadow Warrior 2                                  | Win                                               | [ 227 ] |
| O K T O B E R   | 13  | SportsBarVR                                       | Playstation VR                                    | [ 228 ] |
| O K T O B E R   | 13  | Super Stardust Ultra VR                           | Playstation VR                                    | [ 222 ] |
| O K T O B E R   | 13  | Thumper                                           | Win, PS4, Playstation VR                          | [ 229 ] |
| O K T O B E R   | 14  | DoDonPachi Resurrection                           | Win                                               | [ 230 ] |
| O K T O B E R   | 14  | Disney Magical World 2                            | 3DS                                               | [ 231 ] |
| O K T O B E R   | 14  | Manual Samuel                                     | XBO                                               | [ 210 ] |
| O K T O B E R   | 16  | Skylanders: Imaginators                           | PS3, PS4, Wii U, X360, XBO                        | [ 232 ] |
| O K T O B E R   | 18  | Crazy Machines 3                                  | Win                                               | [ 233 ] |
| O K T O B E R   | 18  | Eagle Flight                                      | Oculus Rift                                       | [ 234 ] |
| O K T O B E R   | 18  | Exist Archive: The Other Side of the Sky[B]       | PS4, PSVita                                       | [ 235 ] |
| O K T O B E R   | 18  | Superdimension Neptune VS Sega Hard Girls         | PSVita                                            | [ 236 ] |
| O K T O B E R   | 20  | Macross Delta Scramble[A]                         | PSVita                                            | [ 237 ] |
| O K T O B E R   | 20  | Pixel Gear                                        | Playstation VR                                    | [ 217 ] |
| O K T O B E R   | 21  | Batman: Return to Arkham                          | PS4, XBO                                          | [ 238 ] |
| O K T O B E R   | 21  | Battlefield 1                                     | Win, PS4, XBO                                     | [ 239 ] |
| O K T O B E R   | 21  | Civilization VI                                   | Win                                               | [ 240 ] |
| O K T O B E R   | 21  | Lego Harry Potter Collection                      | PS4                                               | [ 241 ] |
| O K T O B E R   | 25  | Dragon Ball Xenoverse 2                           | PS4, XBO                                          | [ 242 ] |
| O K T O B E R   | 25  | Just Dance 2017                                   | Win, PS3, PS4, Wii, WiiU X360, XBO                | [ 243 ] |
| O K T O B E R   | 25  | World of Final Fantasy                            | PS4, PSVita                                       | [ 244 ] |
| O K T O B E R   | 25  | Yomawari: Night Alone                             | Win, PSVita                                       | [ 245 ] |
| O K T O B E R   | 27  | Berserk[A]                                        | PS3, PS4, PSVita                                  | [ 246 ] |
| O K T O B E R   | 27  | Crows: Burning Edge[A]                            | PS4                                               | [ 247 ] |
| O K T O B E R   | 27  | Neo Atlas 1469[A]                                 | PSVita                                            | [ 248 ] |
| O K T O B E R   | 27  | Weeping Doll                                      | Playstation VR                                    | [ 217 ] |
| O K T O B E R   | 28  | Carnival Games VR                                 | HTC Vive, Playstation VR                          | [ 249 ] |
| O K T O B E R   | 28  | Dragon Ball Xenoverse 2                           | Win                                               | [ 242 ] |
| O K T O B E R   | 28  | Titanfall 2                                       | Win, PS4, XBO                                     | [ 250 ] |
| O K T O B E R   | 28  | The Elder Scrolls V: Skyrim — Special Edition     | Win, PS4, XBO                                     | [ 251 ] |
| O K T O B E R   | TBA | Friday the 13th: The Game                         | Win, PS4, XBO                                     | [ 252 ] |
| N O V E M B E R | 1   | BlazBlue: Central Fiction                         | PS3, PS4                                          | [ 253 ] |
| N O V E M B E R | 1   | Owlboy                                            | Win                                               | [ 254 ] |
| N O V E M B E R | 1   | Super Dungeon Bros                                | Win, PS4, XBO                                     | [ 255 ] |
| N O V E M B E R | 4   | Call of Duty: Infinite Warfare                    | Win, PS4, XBO                                     | [ 256 ] |
| N O V E M B E R | 4   | Football Manager 17                               | Win, Mac, Lin                                     | [ 257 ] |
| N O V E M B E R | 4   | Mario Party: Star Rush                            | 3DS                                               | [ 258 ] |
| N O V E M B E R | 4   | Moto Racer 4                                      | Win, Mac, PS4, XBO                                | [ 259 ] |
| N O V E M B E R | 8   | Cartoon Network: Battle Crashers                  | PS4, XBO, 3DS                                     | [ 260 ] |
| N O V E M B E R | 8   | Eagle Flight                                      | Playstation VR                                    | [ 234 ] |
| N O V E M B E R | 8   | Sword Art Online: Hollow Realization              | PS4, PSVita                                       | [ 261 ] |
| N O V E M B E R | 10  | Fate/Extella: The Umbral Star[A]                  | PS4, PSVita                                       | [ 262 ] |
| N O V E M B E R | 10  | Motorsport Manager                                | Win                                               | [ 263 ] |
| N O V E M B E R | 11  | Dishonored 2                                      | Win, PS4, XBO                                     | [ 264 ] |
| N O V E M B E R | 15  | Assassin's Creed: Ezio Collection                 | PS4, XBO                                          | [ 265 ] |
| N O V E M B E R | 15  | Silence                                           | Win                                               | [ 266 ] |
| N O V E M B E R | 15  | Watch Dogs 2                                      | Win, PS4, XBO                                     | [ 267 ] |
| N O V E M B E R | 17  | Planet Coaster                                    | Win                                               | [ 268 ] |
| N O V E M B E R | 18  | Killing Floor 2                                   | Win, Lin, PS4                                     | [ 269 ] |
| N O V E M B E R | 18  | Pokémon Sun and Moon                              | 3DS                                               | [ 270 ] |
| N O V E M B E R | 29  | Final Fantasy XV                                  | PS4, XBO                                          | [ 271 ] |
| N O V E M B E R | 29  | Star Trek: Bridge Crew                            | HTC Vive, Oculus Rift, Playstation VR             | [ 234 ] |
| N O V E M B E R | TBA | The Walking Dead: A New Frontier                  | Win, Mac, PS3, PS4, PSVita, X360, XBO, IOS, Droid | [ 272 ] |
| D E C E M B E R | 1   | Syberia 3                                         | Win, PS4, XBO                                     | [ 273 ] |
| D E C E M B E R | 2   | Gravity Rush 2                                    | PS4                                               | [ 274 ] |
| D E C E M B E R | 2   | Steep                                             | Win, PS4, XBO                                     | [ 275 ] |
| D E C E M B E R | 2   | Super Mario Maker for Nintendo 3DS                | 3DS                                               | [ 276 ] |
| D E C E M B E R | 6   | Dead Rising 4                                     | Win, XBO                                          | [ 277 ] |
| D E C E M B E R | 6   | Shadow Tactics: Blades of the Shogun              | Win, Mac, Lin                                     | [ 278 ] |
| D E C E M B E R | 6   | The Last Guardian                                 | PS4                                               | [ 279 ] |
| D E C E M B E R | 6   | Werewolves Within                                 | HTC Vive, Oculus Rift, Playstation VR             | [ 234 ] |
| D E C E M B E R | 8   | Yakuza 6[A]                                       | PS4                                               | [ 280 ] |
| D E C E M B E R | 13  | Dragon Ball Fusions                               | 3DS                                               | [ 281 ] |
| D E C E M B E R | 15  | Akiba's Beat[A]                                   | PS4                                               | [ 282 ] |
| D E C E M B E R | 15  | SaGa: Scarlet Grace[A]                            | PSVita                                            | [ 283 ] |
| D E C E M B E R | 20  | Eagle Flight                                      | HTC Vive                                          | [ 234 ] |
| D E C E M B E R | TBA | Super Mario Run                                   | IOS                                               | [ 284 ] |

### Oplanerade släpp
Detta är en lista över spel som har planerats att släppas år 2016 i Nordamerika, men som inte har specifikt släppdatum eller månad.
| Titel                             | Ungefärligt datum | Plattformar                               | Genre                                              | Källor  |
| --------------------------------- | ----------------- | ----------------------------------------- | -------------------------------------------------- | ------- |
| Adrift                            |                   | XBO                                       | Visuell roman                                      | [ 285 ] |
| Anchors in the Drift              | Q3                | Win                                       | Actionrollspel                                     | [ 286 ] |
| Ark: Survival Evolved             | Q4                | Win, Lin, Mac, PS4, XBO                   | Actionäventyr, överlevnad                          | [ 287 ] |
| Below                             | Q3                | Win, XBO                                  | Äventyr                                            | [ 288 ] |
| Book of Demons                    | Q3/Q4             | Win, XBO                                  | Actionrollspel                                     | [ 289 ] |
| Cities: Skylines                  |                   | XBO                                       | Managerspel                                        | [ 290 ] |
| Crossing Souls                    | Q3/Q4             | Win, Mac, Lin, PS4, PSVita                | Actionäventyr                                      | [ 291 ] |
| Cuphead                           |                   | Win, XBO                                  | Run and gun, plattform                             | [ 292 ] |
| Dead Island 2                     |                   | Win, PS4, XBO                             | Actionrollspel, survival horror                    | [ 293 ] |
| Dreadnought                       |                   | Win                                       | Action, Space flight simulation                    | [ 294 ] |
| Factorio                          |                   | Win, Mac, Lin                             | Action, realtidsstrategi, survival horror          | [ 295 ] |
| FNaF World                        |                   | IOS, Droid                                | Rollspel                                           | [ 296 ] |
| FlatOut 4: Total Insanity         |                   | Win, PS4, XBO                             | Racing, fordonstrid                                | [ 297 ] |
| Frozen Synapse 2                  |                   | Win, Mac, Lin                             | Turordningsbaserade strategispel                   | [ 298 ] |
| Game of Thrones: Season 2         |                   | Win, Mac, PS3, PS4, X360, XBO, IOS, Droid | Visuell roman                                      | [ 299 ] |
| Gigantic                          |                   | Win, XBO                                  | Tredjepersonsskjutare                              | [ 300 ] |
| Hellblade: Senua’s Sacrifice      |                   | Win, PS4                                  | Hack 'n slash                                      | [ 301 ] |
| Lawbreakers                       |                   | Win                                       | Förstapersonsskjutare                              | [ 302 ] |
| Man O' War: Corsair               |                   | Win, Mac                                  | Actionäventyr                                      | [ 303 ] |
| Mother Russia Bleeds              | Q4                | PS4                                       | Beat 'em up                                        | [ 120 ] |
| Noct                              |                   | Win, Mac, Lin                             | Survival horror                                    | [ 304 ] |
| Paladins: Champions of the Realm  |                   | Win, PS4, XBO                             | Förstapersonsskjutare                              | [ 305 ] |
| Paradise Never                    |                   | Win, Mac, Lin                             | Actionrollspel                                     | [ 306 ] |
| Paragon                           |                   | Win, PS4                                  | Action, multiplayer online battle arena            | [ 307 ] |
| Rock of Ages II: Bigger & Boulder | Q3                | Win, PS4, XBO                             | Tower defense, plattform                           | [ 308 ] |
| RollerCoaster Tycoon World        |                   | Win, Mac, Lin                             | Construction and management simulation             | [ 309 ] |
| Shantae: Half-Genie Hero          | Q4                | Win, PS4, PSVita, WiiU, XBO               | Plattform                                          | [ 310 ] |
| Shiness: The Lightning Kingdom    |                   | Win, PS4, XBO                             | Rollspel, fighting                                 | [ 311 ] |
| Space Hulk: Ascension             |                   | PS4                                       | Turordningsbaserade strategispel                   | [ 312 ] |
| Star Citizen                      | Q4                | Win, Lin                                  | MMO, space flight simulator, förstapersonsskjutare | [ 313 ] |
| Styx: Shards of Darkness          |                   | Win, PS4, XBO                             | Sneak 'em up                                       | [ 314 ] |
| The Dwarves                       |                   | Win, PS4, XBO                             | Taktiskt rollspel                                  | [ 315 ] |
| The Elder Scrolls: Legends        |                   | iOS, Droid                                | Collectible card game                              | [ 316 ] |
| The Ship: HD                      |                   | Win                                       | Förstapersonsskjutare                              | [ 317 ] |
| The Unspoken                      |                   | Oculus Rift                               | Action                                             | [ 19 ]  |
| Tyranny                           |                   | Win, Mac, Lin                             | Rollspel                                           | [ 318 ] |
| Trove                             | Q3                | PS4, XBO                                  | Sandlåda                                           | [ 319 ] |
| Titanfall: Frontline              |                   | IOS, Droid                                | TBA                                                | [ 320 ] |
| Warhammer 40,000: Eternal Crusade |                   | PS4, XBO                                  | MMO, tredjepersonsskjutare                         | [ 321 ] |
| What Remains of Edith Finch       |                   | PS4                                       | Skräck                                             | [ 322 ] |

1. ↑  Kalendern är uppdelat i 4 kvartal, ofta kortat till Q1 (januari till mars), Q2 (april till juni), Q3 (juli till september) och Q4 (oktober till december).